# 仁愛グランド前駅
仁愛グランド前駅（じんあいグランドまええき）は、福井県福井市中角町にある、えちぜん鉄道三国芦原線の駅（臨時駅）である。

## 歴史
- 1992年（平成4年）9月10日：京福電気鉄道（京福）の臨時駅として開業[3][4][6]。
- 2001年（平成13年）6月24日：京福越前本線での事故（京福電気鉄道越前本線列車衝突事故）のため、全線運行休止となる。
- 2003年（平成15年）2月1日：京福がえちぜん鉄道に駅譲渡。同社の臨時駅となる[6]。

## 駅構造
単式ホーム1面1線の地上駅である。設備は仮乗降場並みであり、ホーム床面を含めすべて鋼製、ホームには赤茶けた手すりがあるのみで待合室や駅名標はない。えちぜん鉄道では最も簡素である。
駅隣接地の仁愛学園グラウンドで行われる仁愛女子短期大学および仁愛女子高等学校の体育祭に際して交通の利便性を図るため設置されている。定期列車は年に1日かつ数本しか停車せず、仁愛学園の関係者以外は乗降車できない。えちぜん鉄道のウェブサイトにある路線図や市販されている多くの地図にも当駅は記載されていない上、駅ナンバリングも当駅においては実施されていない。また、このプラットホームはもともと九頭竜川橋梁架け替え時に中角駅の仮ホームとして使用されたものを現在の場所に移動したものである。その中角駅と同じく高床ホームしか持たないため、当駅を通り福井鉄道福武線とを直通する列車は低床車使用であることからすべて通過となる。
なお、通常はホームへの立ち入りができないようにしている。

## 駅周辺
駅直近に仁愛学園グラウンド・体育館、民家が数軒、少し離れて啓新高等学校グラウンドのほか中小規模工場が点在するが、概ね田畑が広がっている。
- 福井県道5号福井加賀線（芦原街道）

## 隣の駅
えちぜん鉄道
■三国芦原線
中角駅 - （臨）仁愛グランド前駅 - 鷲塚針原駅